# Pabneukirchen
Pabneukirchen là một đô thị thuộc huyện Perg thuộc bang Oberösterreich, Áo. Đô thị Pabneukirchen có diện tích 41 km², dân số thời điểm năm 2006 là 1726 người.